# Михеев, Василий Сергеевич
Василий Сергеевич Михеев (1888—1920) — революционер, участник установления советской власти в Туле. В его честь названа одна из улиц города.

## Биография
Родился в январе 1888 года в с. Вёртное Жиздринского уезда Калужской губернии. В возрасте 15 лет приехал в Тулу. После окончания ремесленного училища (по специальности «слесарь») поступил на оружейный завод.
Участвовал в революционной деятельности. Чтобы избежать ареста, уехал в Петроград. Работал на заводе «Айваз». За участие в организации стачки выслан в Тулу под надзор полиции.
Там за участие в революционной работе арестован и сослан на поселение в Енисейскую губернию.
Освобождён после Февральской революции, вернулся в Тулу. В мае 1917 года избран в городской комитет РСДРП(б). Отвечал за формирование Красной гвардии.
Начиная с января 1919 года, по заданию парткомитета руководил экспедициями по товарообмену с деревней для снабжения продовольствием рабочих заводов. Михеев, по происхождению крестьянин, оказался хорошим переговорщиком и хозяйственником. Известно, что первая его экспедиция менее чем за месяц в обмен на посуду, соль, спички, свечи, керосин, папиросы, плуги, косы, бороны заготовила 260 тысяч пудов хлеба, а также мясо, яйца, творог и другие продукты.
Во время очередной экспедиции заболел сыпным тифом и скоропостижно умер 8 февраля 1920 года в г. Ефремов. Похоронен в Туле в братской могиле в Сквере Коммунаров.

## Память
В феврале 1924 года улица Троицкая (от Воронежской улицы до реки Упы) была названа его именем. Существовала до 1937 года, когда улица Советская была продолжена. В июле 1967 года Тульский горисполком переименовал 1-й Перекопский проезд в улицу Василия Михеева.